# Abilene (Kansas)
Abilene város az USA Kansas államában. Lakosainak száma 6460 fő (2020. április 1.).

## Népesség
A település népességének változása:

| 2010 | 6 844 |
| 2020 | 6 460 |